# Dehlingen
Ne doit pas être confondu avec Dehling.
Dehlingen (prononcé [deliŋ(ɡ)ən]  ; Dählinge en lorrain et en alsacien) est une commune française située dans la circonscription administrative du Bas-Rhin et, depuis le 1er janvier 2021, dans le territoire de la Collectivité européenne d'Alsace, en région Grand Est.
Depuis 1793, cette commune se trouve dans la région historique et culturelle d'Alsace.

## Géographie

### Localisation
La commune se situe dans la région naturelle de l'Alsace Bossue.
Le territoire de la commune est limitrophe de ceux de huit communes :
| Kalhausen (Moselle) | Schmittviller (Moselle) | Rahling (Moselle) |
| Oermingen           | Dehlingen               | Butten            |
| Vœllerdingen        | Lorentzen               | Ratzwiller        |

### Géologie et relief
La commune se compose de 49,25 hectares de territoires artificialisés (4,90 %), 954,56 hectares de territoires agricoles (94,89 %) et 1,72 hectares de forêts et milieux semi-naturels (0,17 %).
Espaces naturels :
- Trois espaces protégés hors Natura 2000 Vosges du Nord :

Réserve de Biosphère, zone tampon,
Réserve de Biosphère, zone de transition,
Parc naturel régional.
- Trois zones naturelles d'intérêt écologique, faunistique et floristique (Znieff) :

Prés-vergers à Dehlingen, Lorentzen et Butten,
Paysage agricole et forestier diversifié d'Alsace Bossue,
Bois du Nickelsbuch à Voellerdingen.

### Hydrographie et les eaux souterraines
Hydrogéologie et climatologie : Système d’information pour la gestion de l’Aquifère rhénan, par le BRGM :
Territoire communal : Occupation du sol (Corinne Land Cover); Cours d'eau (BD Carthage),
Géologie : Carte géologique; Coupes géologiques et techniques,
 Hydrogéologie : Masses d'eau souterraine; BD Lisa; Cartes piézométriques.
La commune est dans le bassin versant du Rhin au sein du bassin Rhin-Meuse. Elle est drainée par le ruisseau le Limbach, le ruisseau le Tiefgraben, le ruisseau Angstbach, le ruisseau de Buchlach et le ruisseau Rusgraben,.

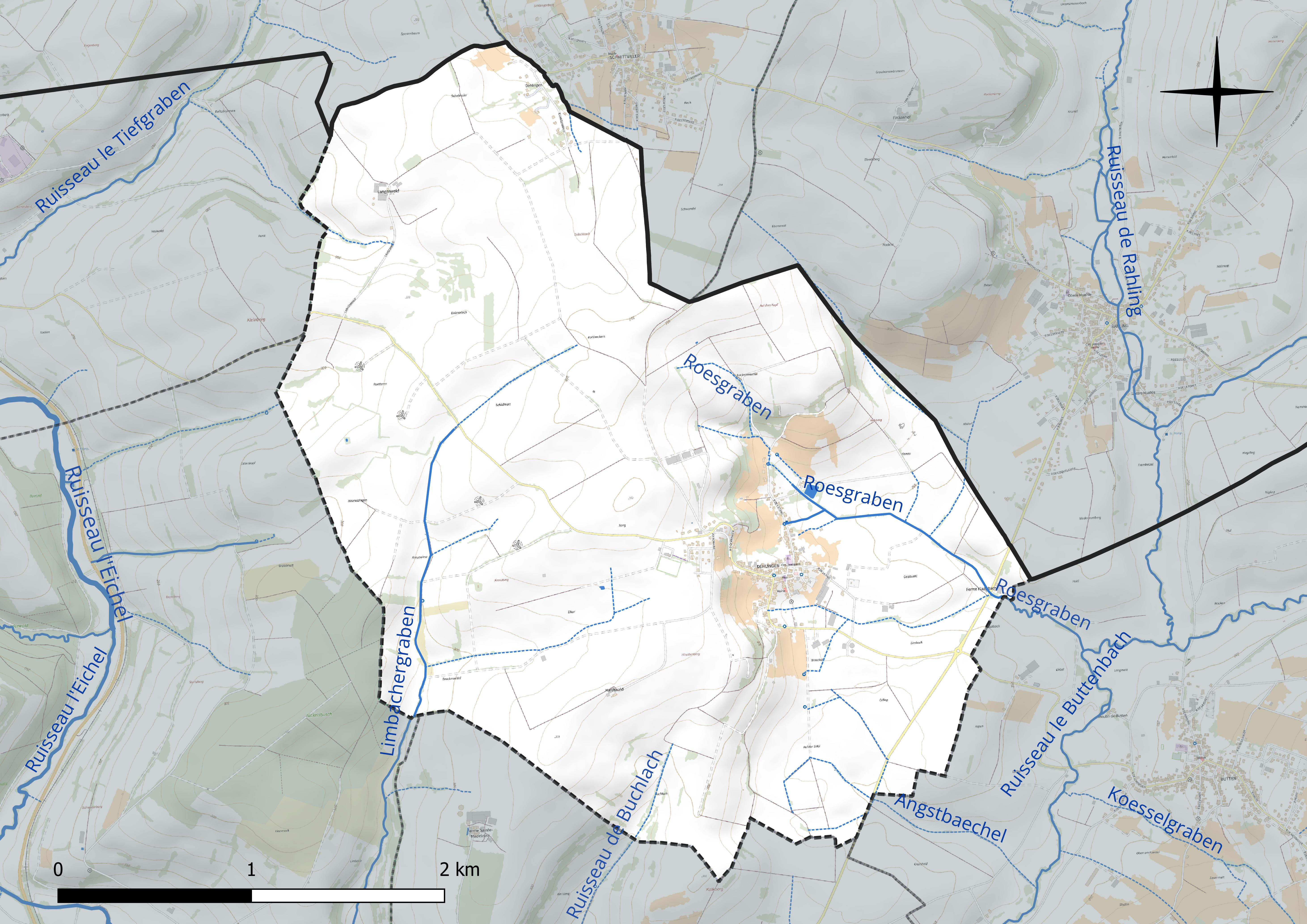
Réseau hydrographique de Dehlingen.

### Climat
Pour des articles plus généraux, voir Climat du Grand Est et Climat du Bas-Rhin.
En 2010, le climat de la commune est de type climat des marges montargnardes, selon une étude du Centre national de la recherche scientifique s'appuyant sur une série de données couvrant la période 1971-2000. En 2020, Météo-France publie une typologie des climats de la France métropolitaine dans laquelle la commune est exposée à un climat semi-continental et est dans la région climatique  Vosges, caractérisée par une pluviométrie très élevée (1 500 à 2 000 mm/an) en toutes saisons et un hiver rude (moins de 1 °C). 
Pour la période 1971-2000, la température annuelle moyenne est de 9,9 °C, avec une amplitude thermique annuelle de 17,2 °C. Le cumul annuel moyen de précipitations est de 1 024 mm, avec 11,1 jours de précipitations en janvier et 9,9 jours en juillet. Pour la période 1991-2020, la température moyenne annuelle observée sur la station météorologique de Météo-France la plus proche, « Berg », sur la commune de Berg à 10 km à vol d'oiseau, est de 10,4 °C et le cumul annuel moyen de précipitations est de 801,8 mm. 
La température maximale relevée sur cette station est de 37,4 °C, atteinte le 25 juillet 2019 ; la température minimale est de −16,8 °C, atteinte le 7 février 2012,,. 
Les paramètres climatiques de la commune ont été estimés pour le milieu du siècle (2041-2070) selon différents scénarios d'émission de gaz à effet de serre à partir des nouvelles projections climatiques de référence DRIAS-2020. Ils sont consultables sur un site dédié publié par Météo-France en novembre 2022.

## Urbanisme

### Typologie
Au 1er janvier 2024, Dehlingen est catégorisée commune rurale à habitat dispersé, selon la nouvelle grille communale de densité à sept niveaux définie par l'Insee en 2022.
Elle est située hors unité urbaine et hors attraction des villes,.

### Occupation des sols
L'occupation des sols de la commune, telle qu'elle ressort de la base de données européenne d’occupation biophysique des sols Corine Land Cover (CLC), est marquée par l'importance des territoires agricoles (95 % en 2018), en diminution par rapport à 1990 (99,5 %). La répartition détaillée en 2018 est la suivante : prairies (52,5 %), terres arables (39 %), zones urbanisées (5 %), zones agricoles hétérogènes (3,5 %). L'évolution de l’occupation des sols de la commune et de ses infrastructures peut être observée sur les différentes représentations cartographiques du territoire : la carte de Cassini (XVIIIe siècle), la carte d'état-major (1820-1866) et les cartes ou photos aériennes de l'IGN pour la période actuelle (1950 à aujourd'hui).

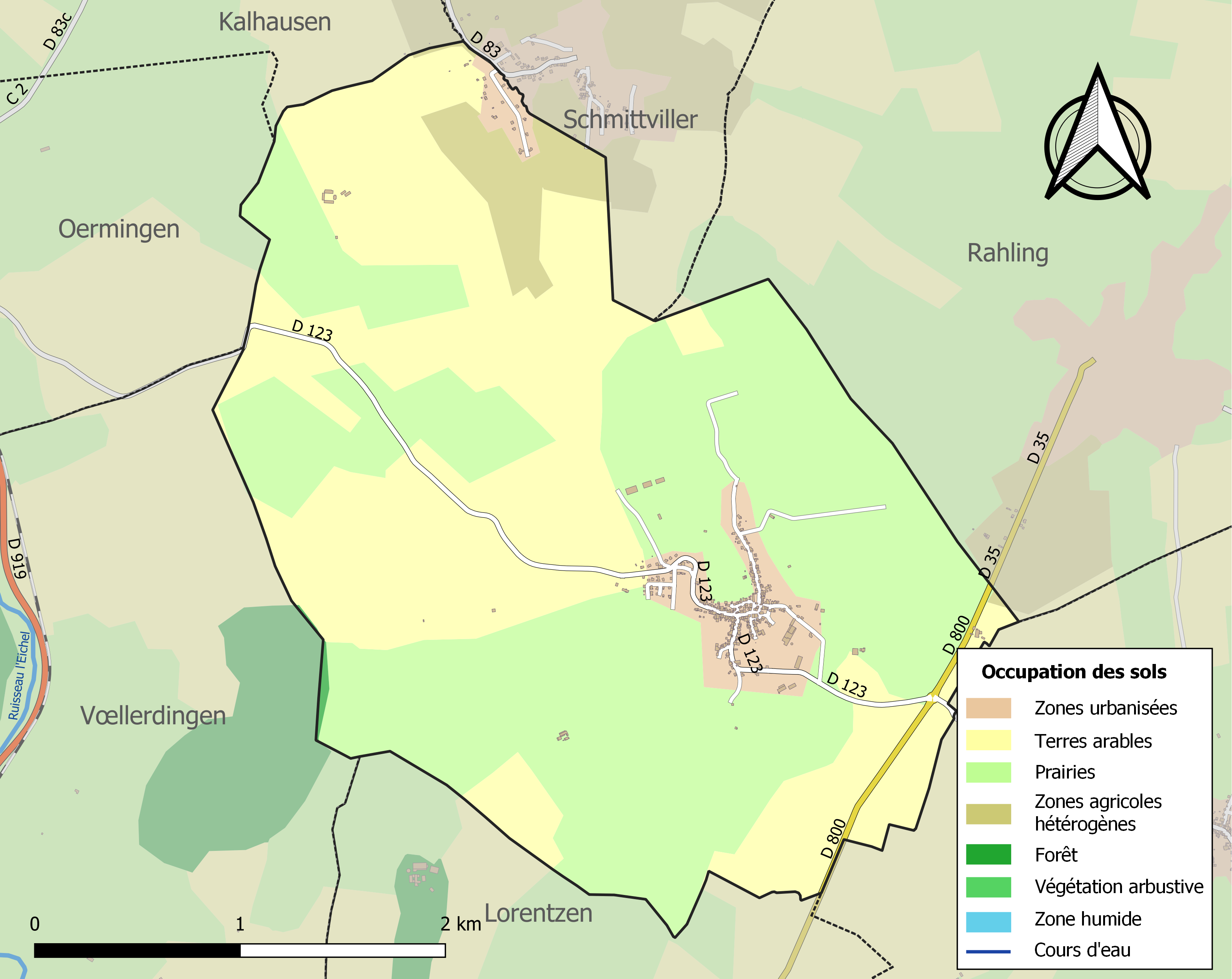
Carte des infrastructures et de l'occupation des sols de la commune en 2018 (CLC).

### Lieux-dits, hameaux et écarts
- Ferme du Langenwald, en direction d'Oermingen.
- Rue Langenwald, proche de la commune de Schmittviller.
- Hardtwald, au sud.
- Ferme Klabach, sur la route D 8 entre Butten et Rahling.

### Voies de communications et transports

#### Voies routières
- D123 vers Dermingen, Butten[23].
- D6 vers Lorentzen.

#### Transports en commun

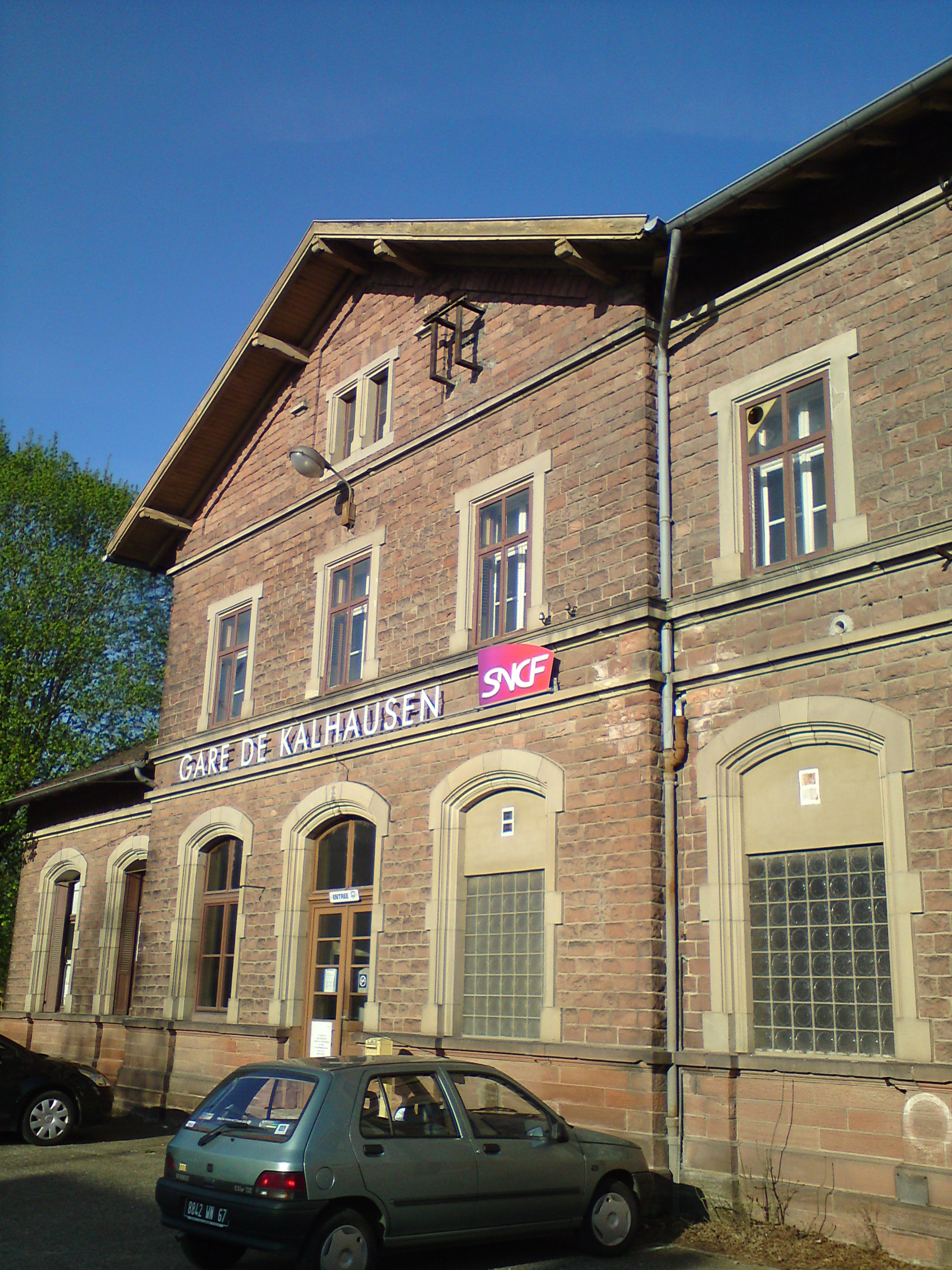
Gare de Kalhausen.

- Transports en Alsace.
- Fluo Grand Est.

##### SNCF
- Gare de Kalhausen
- Gare d'Oermingen
- Ancienne gare de Herbitzheim
- Ancienne gare de Diemeringen
- Ancienne gare de Vœllerdingen

### Risques naturels et technologiques
Commune située dans une zone de sismicité 2 faible.

## Toponymie
- Dahlingen (1212), Dehlingen ou Delinguen (1361), Dehlingen (1793).
- Le nom de famille Dehlinger désignait autrefois les habitants du village et est typique de la commune.
- Dählínge en francique rhénan[25].

## Histoire
Source de la section Histoire

### Le nom du village
La référence la plus ancienne évoquant Dehlingen est apparue dans un document du cloître de Wissembourg datant du 12 septembre 737. Le village y est mentionné sous le nom : « Diluquifiaga super fluvio aquila ». Le mot Diluquifiaga peut se décomposer en « Diluquifi » et « aga ». Diluquifi est un nom de personne germanique très courant. « aga » fait référence soit au mot latin « aqua » = eau, soit au mot germanique « awe » « owe » « aue » « au », qui signifie un terrain bas humide ou marais. (au, comme suffixe apparaît dans ce sens dans d’autres noms de localités : par exemple Haguenau).
Diluquifiaga signifie ainsi : le terrain bas humide de Diluquifi.
« super fluvio » = au-dessus du cours d’eau
« aquila » = l’aigle
« super fluvio aquila = au-dessus du cours d’eau Aigle.
Le mot latin aquila est devenu, par déformation de prononciation le mot allemand Eichel : aquila = achila = aichela – eichel.
« Diluquifiaga super fluvio aquila » signifie donc : Le marais de Diluquifi au-dessus de l’Eichel.
On trouve un curieux changement du nom de la commune dans un document de l’an 1212. Presque arrivé à maturation de la dénomination actuelle on y lit : Dalingen.
Dans ce mot pourrait se cacher un vieux nom de personne germanique comme Dalo. Dehlingen serait donc le village ou la ferme de Dalo. Ce Dalo aurait été un Alaman ou un Franc (le suffixe -ingen est commun à plusieurs ethnies germaniques).
Se pose à présent la question : comment « diluquifi » est devenu « dali » ? Toujours est-il qu’en 500 ans, dans le langage populaire, le mot « diluquifi » a pu être abrégé comme Wilhelmine en Mina et Wilhelm en Willy.
Il n’est pas exclu non plus, qu’au fil du temps un nouveau colon germanique s’y soit installé et ait laissé son nom au village.
Quoi qu’il en soit, le village de Dehlingen se réjouit d’une très grande ancienneté. On peut supposer qu’il a échangé son ancienne dénomination devenue incompréhensible avec le nom du maître local, comme cela était fréquent au VIIe siècle dans de nombreuses localités. Par exemple le village de Tieffenbach qui nous est proche s’appelait en 718 « Actulfovillare super fluvio aquila » alors qu’il est réduit aujourd’hui à Tieffenbach.

### Historique sommaire

#### Préhistoire
De 10 000 à 5 000 av. J.-C. (âge de la pierre ancien et plus récent)
De nombreuses trouvailles prouvent que Dehlingen était déjà habité pendant la préhistoire.
Ainsi, au cours des temps, des outils de tous genres furent trouvés : haches de pierre (Donneräxte), avec ou sans trou pour le manche, et d’autres outils dont l’utilité est difficile à préciser. Ils sont de formes diverses et sont composés de roches variées : verdâtres, noirâtres, marron, rougeâtres, grises. Certains sont polis en tranchants, d’autres arrondis, concaves ou encore plats ou pointus, les uns finement polis, les autres seulement taillés grossièrement.

#### Antiquité

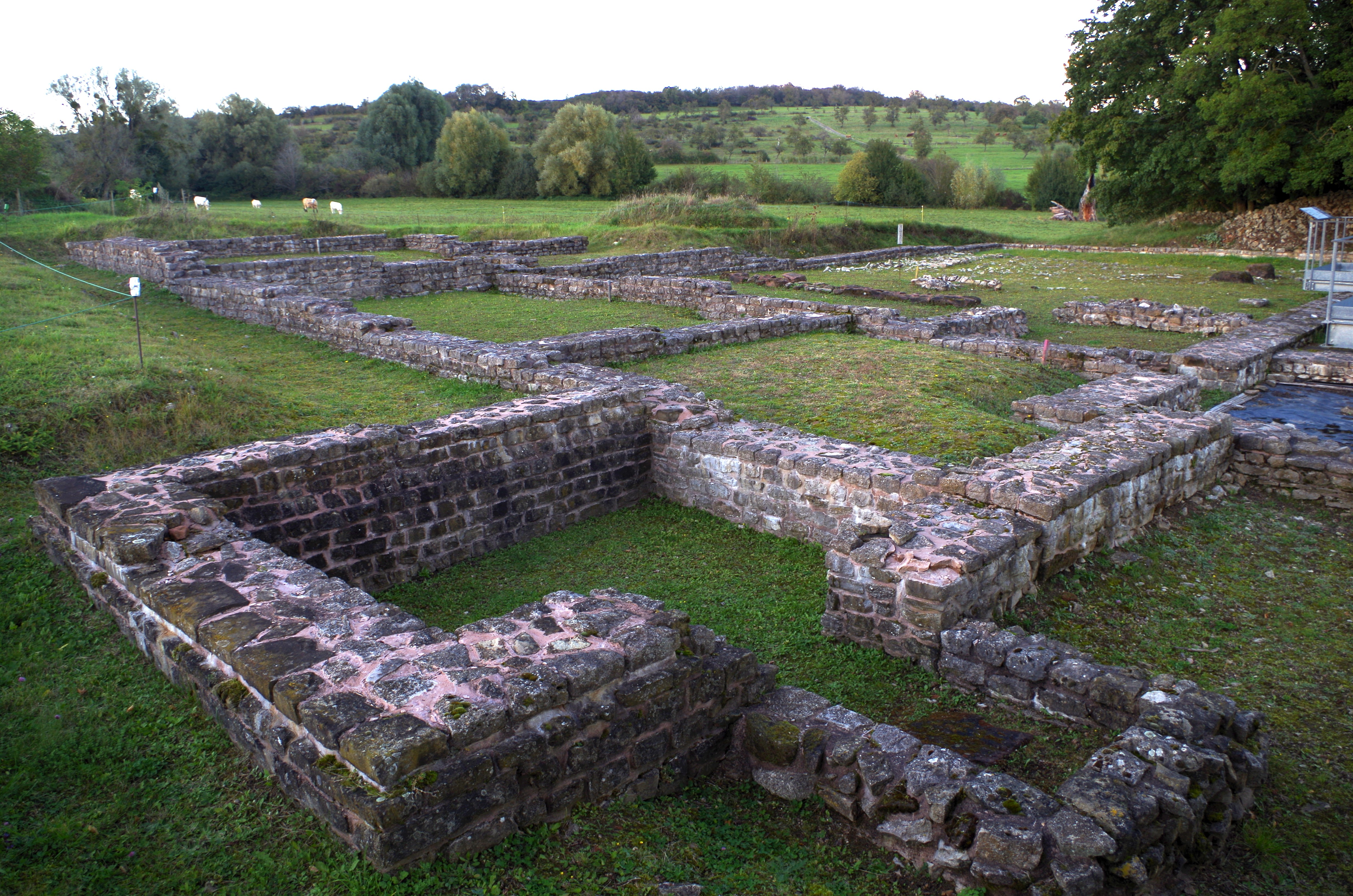
Villa romaine du Gurtelbach.

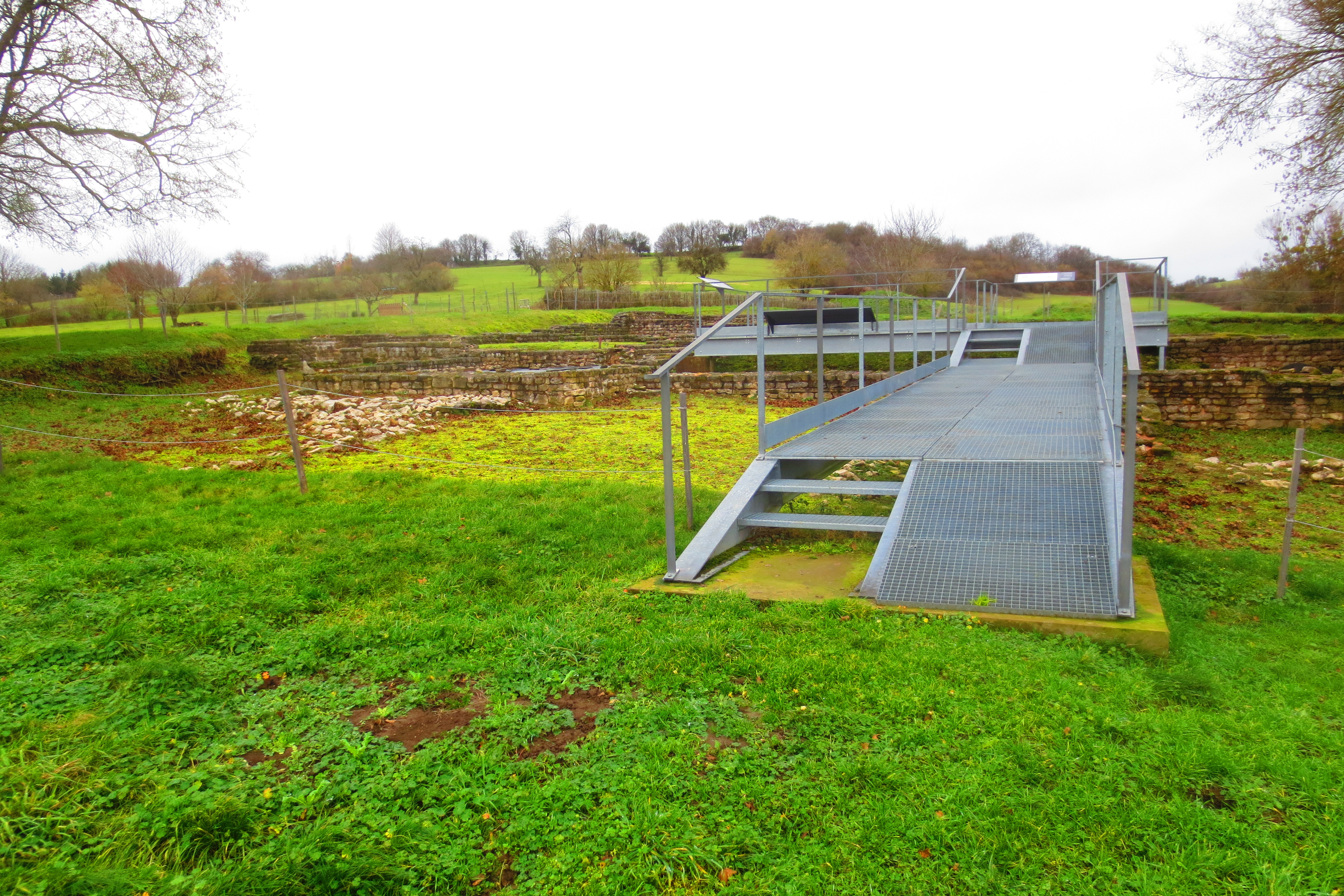
Protection pour accès aux vestiges de la villa romaine du Gurtelbach.

À environ 1 km de la voie romaine Dieuze-Mayence, au lieu-dit Gurtelbach/Gorgelbach, une villa romaine a été découverte et partiellement fouillée par le pasteur Jean Ringel entre 1861 et 1864,. D'une extension totale de 1,9 ha, le site a été redécouvert en 1993 puis fouillé sans interruption depuis cette date, notamment sous l'égide de la Société pour la recherche archéologique en Alsace Bossue. Les fouilles se sont dans un premier temps consacrées à la partie résidentielle de l'établissement. Sur 400 m2, sept pièces, dont une à hypocauste, ont été mises au jour. La partie agricole de la villa se trouve au sud de la partie résidentielle et se compose d'au moins trois bâtiments reconnus à l'occasion d'une prospection géophysique. Une grange y a été exhaustivement fouillée, ainsi qu'un atelier de métallurgie du IVe siècle, déjà vu par Ringel au XIXe siècle. Outre la fabrication de petits objets métalliques, cet atelier a servi à fabriquer des fausses monnaies à la fin du IIIe siècle. Après une fugace occupation laténienne succède un premier établissement romain de type ferme. La villa romaine est construite à la fin du Ier siècle, détruite partiellement vers 190, réaménagée à l'époque sévérienne puis détruite à la fin du IIIe siècle, avant une réoccupation sous la forme d'une ferme durant le IVe siècle et le premier quart du Ve siècle,. Seule villa d'Alsace Bossue visitable et mise en valeur, un musée archéologique lui est dédiée dans le bourg de Dehlingen,.
Plusieurs sites romains sont attestés sur le territoire communal mais leur interprétation est incertaine.

#### Moyen Âge
600
Les Alamans habitaient Dehlingen. Des tombes de ce peuple furent trouvées, couvertes de dalles de pierre et contenant souvent os, poteries et armes.
737
La première référence historique de Dehlingen se trouve dans un acte d'une donation à l'abbaye de Wissembourg détenu au couvent de Wissembourg daté du 12 septembre 737, dans lequel le village est cité sous le nom de « Diluquifiaga super Fluvio Aquila ».
1000
L’histoire du village est aussi celle de la seigneurie de Diemeringen, à laquelle Dehlingen était rattaché. Depuis l’année 1000 et jusqu’en 1793, la seigneurie de Diemeringen fonctionna en petit état indépendant, au sein du grand empire allemand, et jusqu’à nos jours certaines habitudes sont restées vivantes, surtout sous l’aspect religieux. La seigneurie de Diemeringen comprenait les villages de Birsbach, Diemeringen, Griesbach, Heimeldingen, Dehlingen, Ratzwiller et Weiher. Jusqu’en 1421 Butten et Vœllerdingen en faisaient également partie. À cette date ces deux communes furent consignées par Sarrebruck et ne furent plus jamais rendues. Les contes de Nassau-Saarbrücken se sont unis plus tard, en 1507 avec la seigneurie de Sarrewerden.
1131
Les premiers contes de Saarwerden prirent le nom de leur château situé sur une île de la Sarre, environ 2 km au sud de Bokenheim (aujourd'hui Sarre-Union), lieu où au fil des siècles se créa le village du même nom. Ils sont mentionnés pour la première fois dans des documents à partir de l’année 1131. En 1397 décéda Henri III, et avec lui la descendance masculine. Par mariage son domaine passa aux comtes de Mörs, qui se nommèrent à partir de cette date « Von Mörs-Saarwerden ». En 1506 Catherine de Mörs Saarwerden se marie avec le comte Jean Louis de Nassau-Saarbrücken, et lui apporta d’abord la moitié de Saarwerden, et en 1527, après la mort de son cousin débile Jean Jacques,  également l’autre moitié en héritage. La lignée Nassau-Saarbrücken s’éteignit à l’époque de la réforme, et la seigneurie de Saarwerden, à la suite de cette extinction, passa avec Saarbrück à la lignée Nassau-Weilburg.
1180
La seigneurie de Diemeringen appartient au comté de Sarrebruck.
1200
À cette époque un château féodal se dressait à Dehlingen au lieu-dit « Burggarten ». Encore aujourd’hui on distingue un monticule de forme circulaire entouré d’un fossé, où on trouvait autrefois des restes de murs, des conduites d’eau en bois, un foyer avec de la cendre et une petite urne en terre grise.
1275
Le comte Henri II, seigneur de Diemeringen, de la lignée Nassau-Saarbrücken, offre en dot la seigneurie de Diemeringen à son gendre Hugo de Fénétrange. Dehlingen restera ainsi pendant 200 ans en possession des seigneurs de Fénétrange.
La seigneurie de Fénétrange est née de l’avouerie protectrice qui transmit en 1121 l’abbaye de Remiremont aux seigneurs de Malberg sur Kyll (Eifel). Marbod de Malberg transforma l’avouerie en « Erblehen » en 1224 avec l’accord de la supérieure de l’avouerie. Déjà en 1259 les Malberg portèrent le nom de Fénétrange. La seigneurie se défit au cours des siècles de sa soumission à l’abbaye et devint indépendante. Par les fils du nommé Marbod la lignée se divisa en deux branches qui se nommèrent, d’après les décorations des casques de leur blason "De Brackenkopf" et « De Schwanhals ».
1289
Diemeringen obtient de Hugo de Fénétrange les droits urbains et ses habitants sont libérés de leur servitude par une lettre d’affranchissement.
La lettre d’affranchissement de Diemeringen est historiquement la plus ancienne rédigée en langue allemande, car auparavant c’est le latin qui faisait office de langue officielle dans la chancellerie.
1347
Le comte Frédéric II de Saarwerden est en guerre avec Burkard de Fénétrange.
1361
Dehlingen est considéré comme paroisse indépendante dans le répertoire des paroisses de l’évêché de Metz. La paroisse faisait partie de l’« archipresbyterat » de Bockenheim.
Ceci est la première preuve écrite de l’existence d’une église à Dehlingen et de la présence d’un pasteur attitré.
1375
Des bandes de brigands et de vandales, nommés « Anglais », venant de France, envahissent l’Alsace. Dehlingen est pillée.
1379
Le comte Jean II de Saarwerden est en guerre avec le comte Henri de Zweibrücken-Bitche. Il occupe Rahling et détruit le château. La seigneurie de Diemeringen et le village de Dehlingen se situant entre les deux parties en conflit, ils furent une fois de plus victimes. Ainsi on ne s’étonne pas de constater qu’à la fin du XVe siècle de nombreux villages sont en cendres ou en ruines, comme Heimeldingen, Limbach, Wersingen et Wachten, situés entre Dehlingen et la vallée de l’Eichel. Il n’y avait plus assez de population pour reconstruire ces villages, surtout qu’après chaque guerre la famine et les épidémies régnèrent.
1407
Au cours de cette année les comtes de Saarwerden, Saarbrücken et Salm combattent en commun le duc de Lorraine et l’évêque de Metz. Ils sont faits prisonniers pendant les combats et le duc de Lorraine dévaste leurs contrées, ainsi également Dehlingen.
1421
Le village de Dehlingen et la moitié de la seigneurie de Diemeringen sont gagés par Henri de Fénétrange à Philippe I de Nassau-Saarbrücken pour 4 000 gulden. Le gage n’a jamais été encaissé, raison pour laquelle les Nassau se sont attribué plus tard les villages de Butten et Vœllerdingen, respectivement en 1507 et 1527.
1450
Cette année là, les seigneurs de Saarwerden, La Petite Pierre, Fénétrange et Lichtenberg se sont combattus. Les hostilités ont commencé fin août par des vols et des dégradations dans les contrées. Les troupes de Lichtenberg envahirent Saarwerden, prirent le château et firent prisonniers les comtes. Le château de Lorentzen fut également conquis et Dehlingen fut dévastée.
1453
Pendant la guerre qui éclata entre Jean III de Fénétrange, seigneur de Diemeringen et les comtes Stéphane et Louis, seigneurs de La Petite Pierre, la seigneurie de Diemeringen et le village de Dehlingen ont été terriblement dévastés. Par décision impériale en 1453, les ducs ont été condamnés : Jean III dut payer la somme de 5 000 gulden en dédommagement.
1467
Jean de Fénétrange-Schwanhals, seigneur de Diemeringen, décède en 1467, et avec lui s’éteint la lignée masculine de Fénétrange. Les deux gendres, Nicolas de Sarrewerden, marié à Barbara de Fénétrange et Ferdinand de Neufchatel-Montagu, marié à Madeleine de Fénétrange, sont les héritiers de la seigneurie de Diemeringen.
1491
Le Rheingrave Jean VI de Salm, marié à Jeanne de Sarrewerden, fille de Nicolas de Sarrewerden, hérite grâce à son épouse de la moitié de la seigneurie de Diemeringen ; il y rajoute l’autre moitié en l’achetant. Ainsi Dehlingen est à présent une possession des Rheingraves, et le restera jusqu’en 1793.

#### Renaissance
1525
Guerre des paysans. La plupart des paysans de la seigneurie de Diemeringen s'associent à la révolte des paysans qui occupent le couvent de Herbitzheim. Dehlingen et Butten sont fortement représentés. La ville de Diemeringen est occupée et se joint aux paysans. Plus tard, les paysans se déplacent à Saverne où ils sont massacrés par les troupes du comte de Lorraine.
1565
Le Rheingrave Otto accepte la Réforme.
La religion des habitants de la seigneurie de Diemeringen et du village de Dehlingen passe automatiquement du catholicisme au protestantisme luthérien. À l'époque était en vigueur la loi : « Cujus regio, ejus religio » : Ainsi le seigneur, ainsi la religion. Par cette décision, après 1 000 ans d’existence, la messe catholique a été abandonnée et le culte évangélique luthérien a été adopté. À remarquer qu'une fois de plus le passage de l'une à l'autre religion a été simplement imposé par le seigneur des lieux. Personne n'avait la liberté de croire en ce dont il était convaincu. On dut, sur ordre supérieur, croire en ce que le seigneur décrétait.
Malgré cela, l'enseignement de Luther mit plusieurs années pour s'imposer, et la réforme ne fut totalement introduite dans la seigneurie de Diemeringen qu'en 1575. Ce qui est cependant sûr, c'est que malgré quelques manques au début, la réforme a été accueillie favorablement par la majorité de la population, car elle correspondait à son besoin religieux intime. Il ne faudrait donc pas qualifier l'introduction arbitraire de la réforme comme une mesure forcée dans le sens où nous l'entendons aujourd'hui, car le degré de culture de nos ancêtres, qui la plupart du temps ne savaient ni lire, ni écrire, ne peut être comparé au nôtre, et ils avaient du mal à émettre personnellement un jugement valable au sujet de ces importantes questions religieuses. Comme ils ne savaient pas lire, leur christianisme était beaucoup plus simple et plus superficiel que le nôtre, et certains, à cette époque, ont à peine dû remarquer le passage du catholicisme au protestantisme.
1572
Au cours du mois de juillet, les troupes du comte de Lorraine traversent le comté de Sarrewerden et la seigneurie de Diemeringen en direction de Bitche, qu'elles conquièrent. Dehlingen est pillée.
1629
Le duc Charles IV de Lorraine occupe la seigneurie de Diemeringen. Par l'invasion des Lorrains, la région passe à nouveau sous un gouvernement catholique. Il en est de même pour Dehlingen. Le duc Charles met fin au culte protestant et réintroduit la religion catholique.
1641
Après les Lorrains, ce sont les Français qui occupent la seigneurie de Diemeringen.
1648
Par le traité d'Osnabrück, les Rheingraves récupèrent à nouveau la seigneurie de Diemeringen.
1659
C'est seulement cette année-là que les Rheingraves réintroduisent la religion protestante.
1674
Le maréchal français Turenne envahit la seigneurie de Diemeringen avec ses troupes et la dévaste, ainsi que les villages environnants. Le culte protestant est à nouveau révoqué à Dehlingen. Le pasteur Scheurer se réfugie à Diemeringen, d'où il gère sa paroisse aussi bien que possible.
1680
Au cours de cette année, le Rheingrave Jean X, seigneur de Diemeringen, vu les circonstances, est obligé de se soumettre au roi de France et entre au service militaire français. En fait, il n'a pas d’autre choix, les Français occupant la seigneurie de Diemeringen. Cette soumission forcée avait tout de même l'avantage, du point de vue religieux, que dorénavant le culte protestant était au moins à nouveau toléré et pouvait être pratiqué. On dut cependant attendre l'année 1684 pour assister à la première nomination d'un pasteur à Diemeringen.
1688
Après le décès du Rheingrave Jean X, le 16 janvier 1688, la seigneurie de Diemeringen, à la suite d'un pacte familial, devient propriété de quatre seigneurs.
Elle appartient désormais, indivise :
– au comté de Salm-Salm ;
– au comté de Salm-Kiburg ;
– aux Rheingraves de Grumbach ;
– aux Rheingraves de Rheingrafenstein.
1778
Construction de l'église actuelle.

#### Époque moderne
1793
La Révolution française annexe de force la seigneurie de Diemeringen.
1806
L'ancien cimetière, entourant l'église, a été remplacé par un nouveau en 1806, en contrebas de l'église
1848
Vers 1848 un trésor monétaire romain fut découvert au Hartwald : sur l'une des pièces portant une tête de guerrier casqué, on distingue CONSTANT
1861
Sur le bord du ruisseau "Gorgelbach" le pasteur Ringel découvre les vestiges d'un établissement métallurgique : « un fourneau, plusieurs foyers, des supports d'enclume, beaucoup de poteries et d'outils en fer, une monnaie de Crispus. »
1871
Dehlingen est rattachée à l’Allemagne.

#### Époque contemporaine
En 1919, Dehlingen est rattachée à la France.
En 1940, Dehlingen est rattachée à l’Allemagne.
En 1945, Dehlingen est rattachée à la France.
En 1967, la décision est prise de remplacer le cimetière créé en 1806 par un nouveau, qui se situe désormais à l'une des entrées du village.

## Politique et administration

### Découpage territorial

#### Commune et intercommunalités
Commune membre de la Communauté de communes de l'Alsace Bossue.

### Élections municipales et communautaires

#### Liste des maires
| Période                                  | Période  | Identité          | Étiquette | Qualité                                                   |
| ---------------------------------------- | -------- | ----------------- | --------- | --------------------------------------------------------- |
| Les données manquantes sont à compléter. |          |                   |           |                                                           |
|                                          |          | Mathias Nehlig    |           | né en 1595                                                |
| 2001                                     | 2008     | Herbert Staebler  |           |                                                           |
| mars 2008                                | mai 2020 | Simone Koeppel    |           |                                                           |
| mai 2020                                 | En cours | Barbara Schickner | DVD       | Présidente de l'Union départementale des sapeurs-pompiers |

### Budget et fiscalité 2023
En 2023, le budget de la commune était constitué ainsi :
- total des produits de fonctionnement : 313 000 €, soit 880 € par habitant ;
- total des charges de fonctionnement : 211 000 €, soit 592 € par habitant ;
- total des ressources d'investissement : 93 000 €, soit 262 € par habitant ;
- total des emplois d'investissement : 29 000 €, soit 80 € par habitant ;
- endettement : 1 000 €, soit 3 € par habitant.

Avec les taux de fiscalité suivants :
- taxe d'habitation : 17,52 % ;
- taxe foncière sur les propriétés bâties : 27,25 % ;
- taxe foncière sur les propriétés non bâties : 53,09 % ;
- taxe additionnelle à la taxe foncière sur les propriétés non bâties : 45,11 % ;
- cotisation foncière des entreprises : 17,53 %.

Chiffres clés Revenus et pauvreté des ménages en 2021 : médiane en 2021 du revenu disponible, par unité de consommation : 25 090 €.

## Équipements et services publics

### Enseignement
Établissements d'enseignements :
- École maternelle,
- Écoles primaires à Rahling, Butten, Lorentzen,
- Collèges à Diemeringen, Sarre-Union, Rohrbach-lès-Bitche, Sarralbe,
- Lycées à Sarre-Union, Sarreguemines.

### Santé
Professionnels et établissements de santé :
- Médecins à Diemeringen, Oermingen, Achen, Montbronn,
- Pharmacies à Diemeringen, Achen, Montbronn,
- Hôpitaux à Sarre-Union, Sarralbe, Sarreguemines, Bitche.

## Population et société

### Démographie

#### Évolution démographique
L'évolution du nombre d'habitants est connue à travers les recensements de la population effectués dans la commune depuis 1793. Pour les communes de moins de 10 000 habitants, une enquête de recensement portant sur toute la population est réalisée tous les cinq ans, les populations de référence des années intermédiaires étant quant à elles estimées par interpolation ou extrapolation. Pour la commune, le premier recensement exhaustif entrant dans le cadre du nouveau dispositif a été réalisé en 2007.

En 2022, la commune comptait 344 habitants, en évolution de −4,71 % par rapport à 2016 (Bas-Rhin : +3,17 %, France hors Mayotte : +2,11 %).
| 1793 | 1800 | 1806 | 1821 | 1831 | 1836 | 1841 | 1846 | 1851 |
| ---- | ---- | ---- | ---- | ---- | ---- | ---- | ---- | ---- |
| 478  | 497  | 593  | 788  | 824  | 755  | 745  | 726  | 698  |

| 1856 | 1861 | 1866 | 1871 | 1875 | 1880 | 1885 | 1890 | 1895 |
| ---- | ---- | ---- | ---- | ---- | ---- | ---- | ---- | ---- |
| 584  | 628  | 608  | 650  | 655  | 609  | 537  | 525  | 553  |

| 1900 | 1905 | 1910 | 1921 | 1926 | 1931 | 1936 | 1946 | 1954 |
| ---- | ---- | ---- | ---- | ---- | ---- | ---- | ---- | ---- |
| 540  | 555  | 535  | 533  | 522  | 494  | 529  | 454  | 404  |

| 1962 | 1968 | 1975 | 1982 | 1990 | 1999 | 2006 | 2007 | 2012 |
| ---- | ---- | ---- | ---- | ---- | ---- | ---- | ---- | ---- |
| 406  | 405  | 378  | 340  | 356  | 388  | 386  | 386  | 369  |

| 2017 | 2022 | - | - | - | - | - | - | - |
| ---- | ---- | - | - | - | - | - | - | - |
| 360  | 344  | - | - | - | - | - | - | - |

### Cultes
- Culte protestant[49].
- Culte catholique, Communauté de Paroisses des clochers du Kirchberg[50], Diocèse de Strasbourg.

## Économie

### Entreprises et commerces

#### Agriculture
- Élevage de vaches laitières.
- Culture et élevage associés.
- Élevage d'autres bovins et de buffles.
- Autres cultures non permanentes.

#### Tourisme
- Chambres d'hôtes à Rahling.
- Gîte de France à Bining, Soucht.
- Hôtels à Sarre-Union.
- Restaurant à Butten.

#### Commerces
- Commerces et services de proximité[51].

## Culture locale et patrimoine

### Lieux et monuments

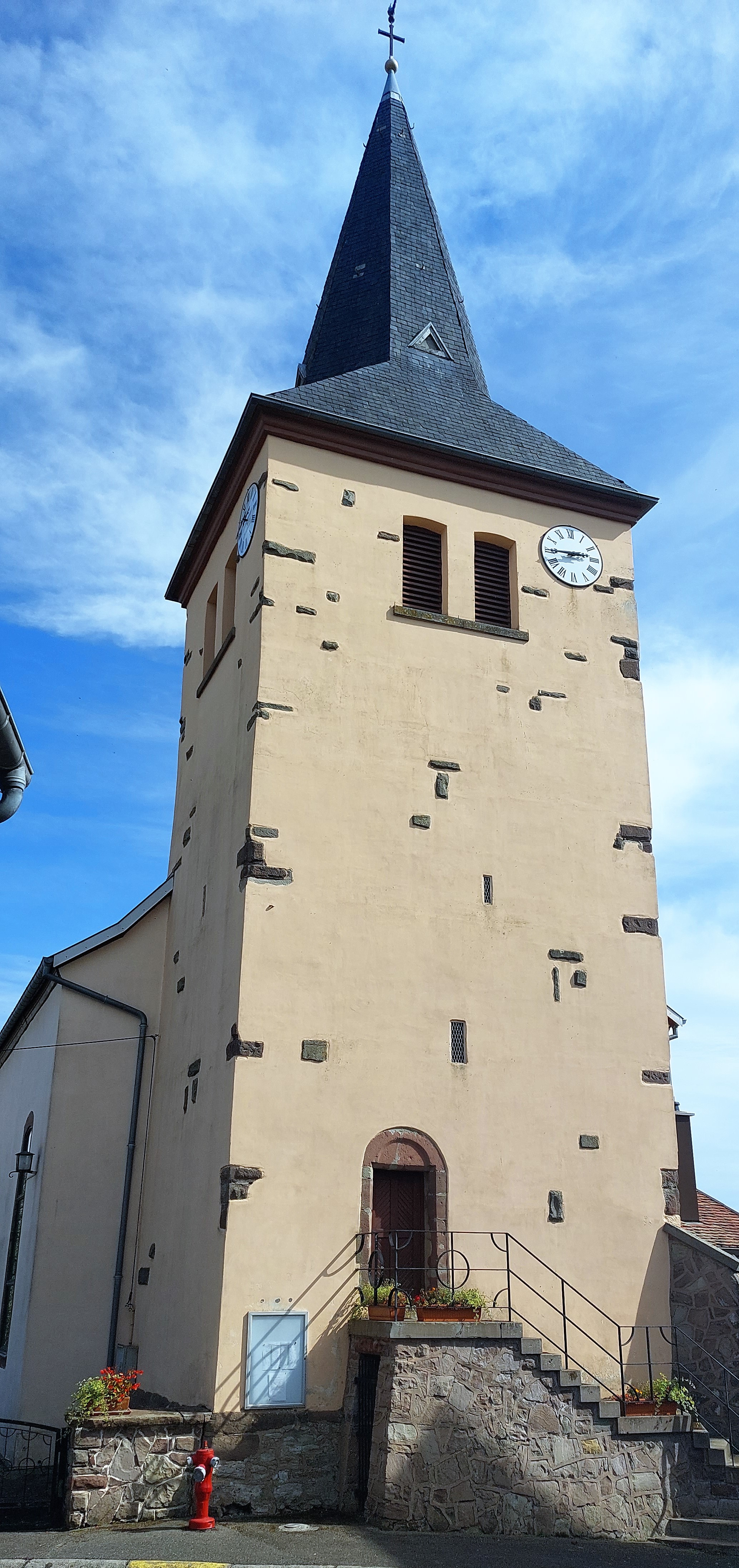
Église Saint-Martin.
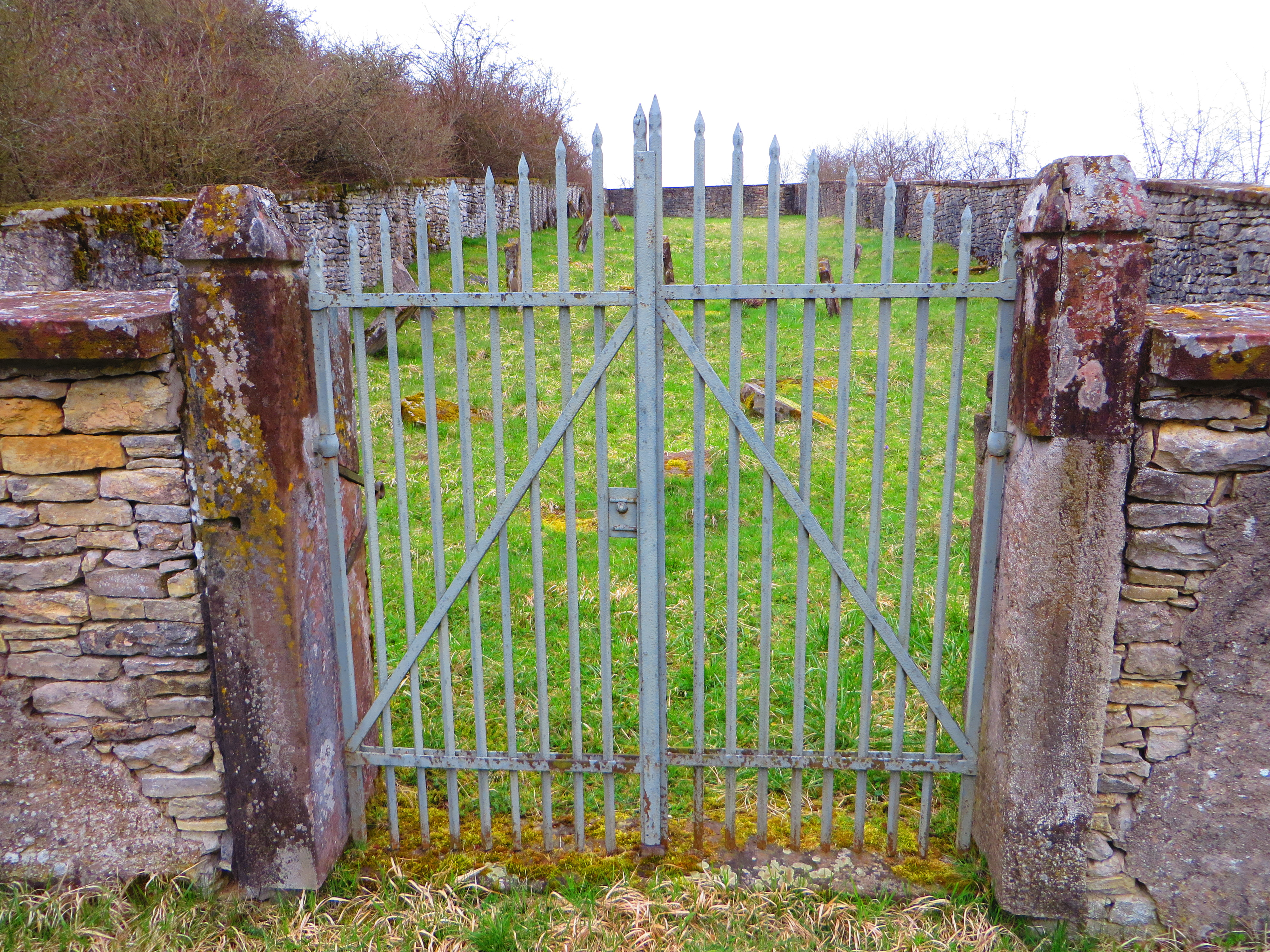
Cimetière israélite.

- De nombreuses maisons datant du XVIe siècle dont certaines avec des Schop (Schopfhuss)[52].
- Église Saint-Martin[53],[54].

Le mobilier de l'église paroissiale Saint-Martin.
* Orgue église protestante, de Jean-Frédéric Verschneider, 1822,.
* Chaire pastorale.
* Bassin de baptême.
* Boîte à hosties protestante.
- Cimetière[61].
- Une synagogue se situait non loin de l'église du village[62]. Elle a été construite en 1827, et détruite par la suite quand la communauté juive a cessé d'exister[63].

Les vieux habitants de Dehlingen se souviennent de la Judes Hus, dans une rue qui, comme à Diemeringen, devait être une rue habitée en majorité par les juifs. On aurait remplacé la synagogue par l'atelier d'un sabotier, mais cela reste à vérifier.
- Le cimetière juif créé vers 1830 est laissé à l'abandon[65],[66].
- Le parc éolien de Dehlingen[67] se compose de cinq éoliennes et couvre la demande électrique de six mille habitants.

Le site archéologique de la Villa gallo-romaine du Gurtelbach.
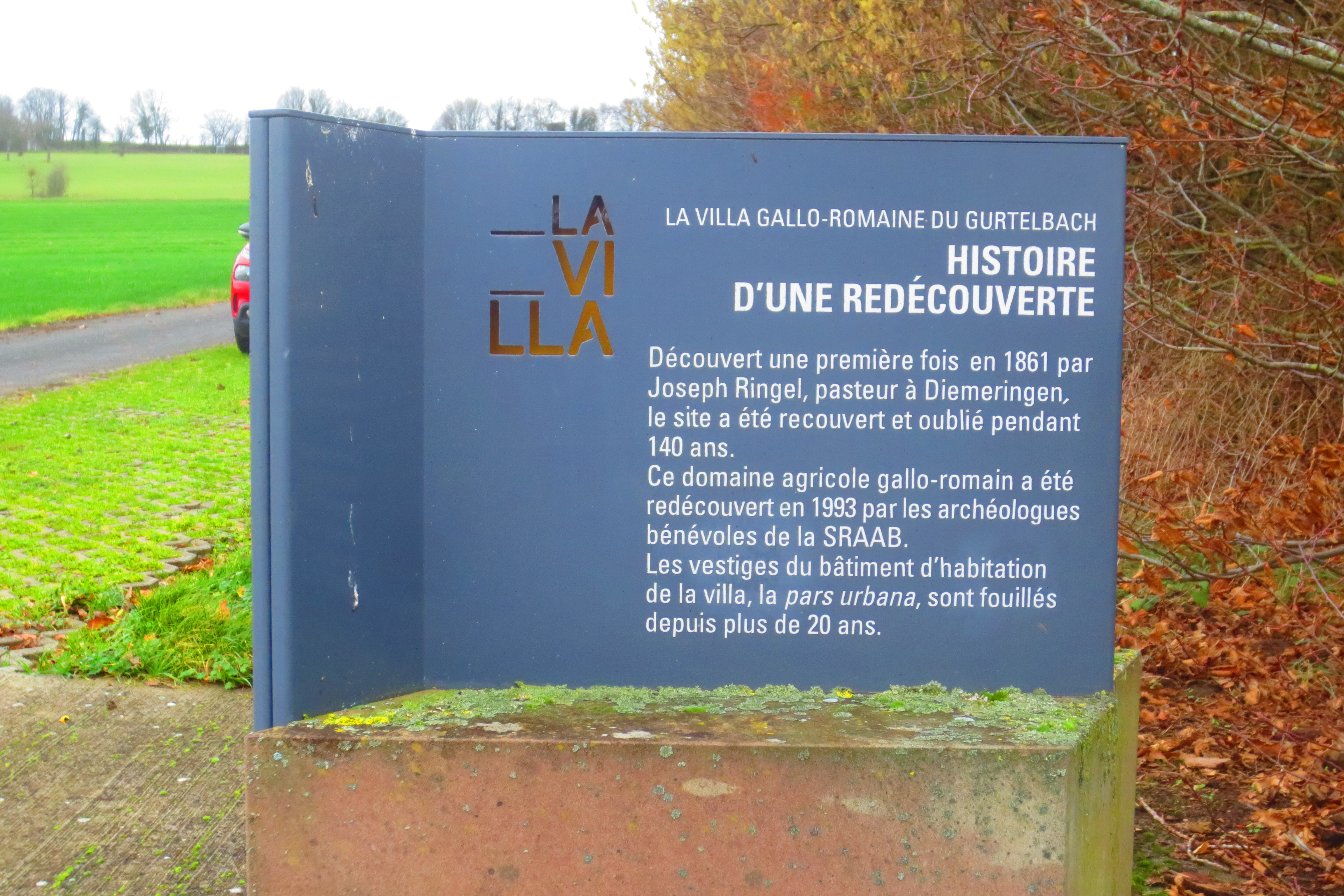
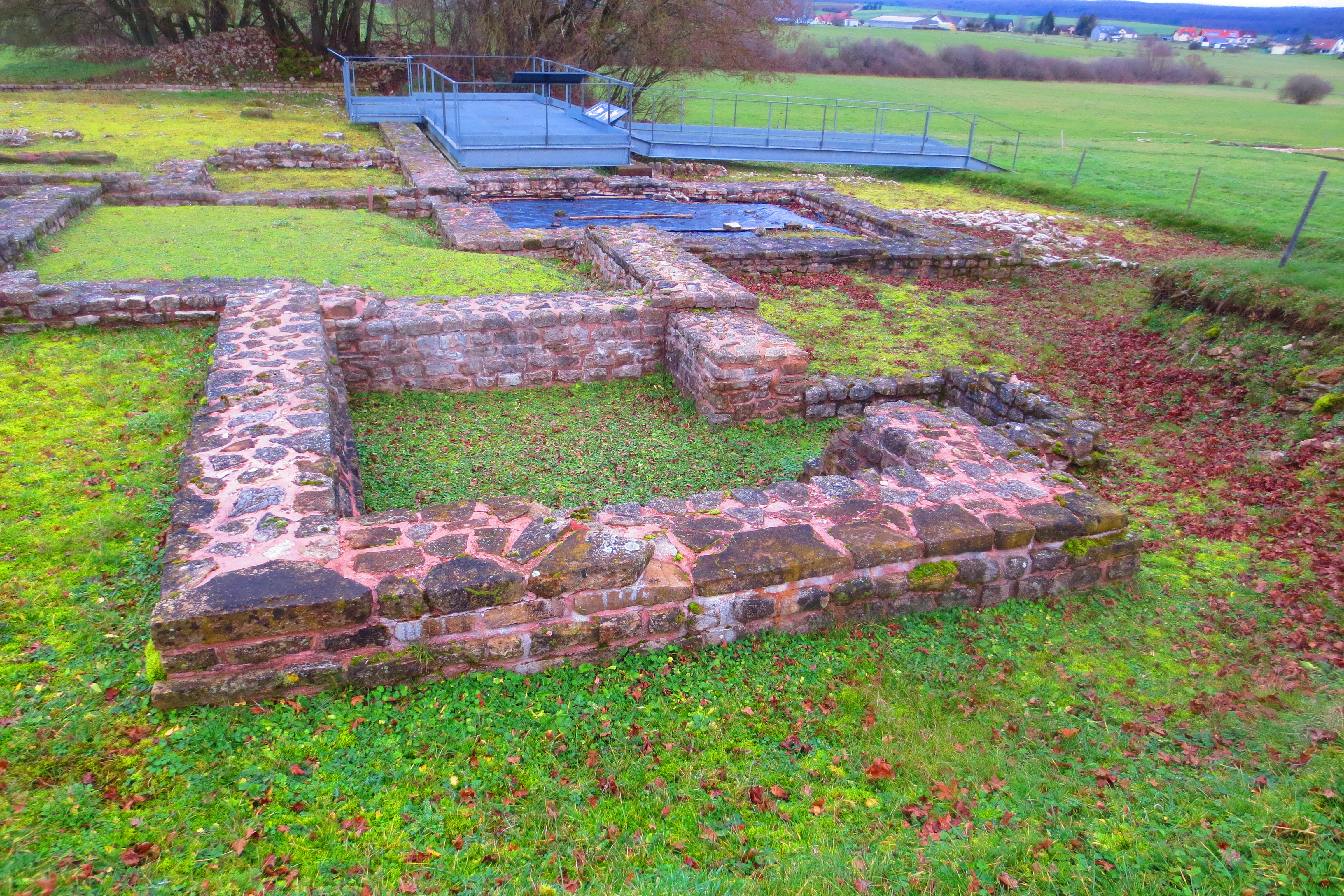
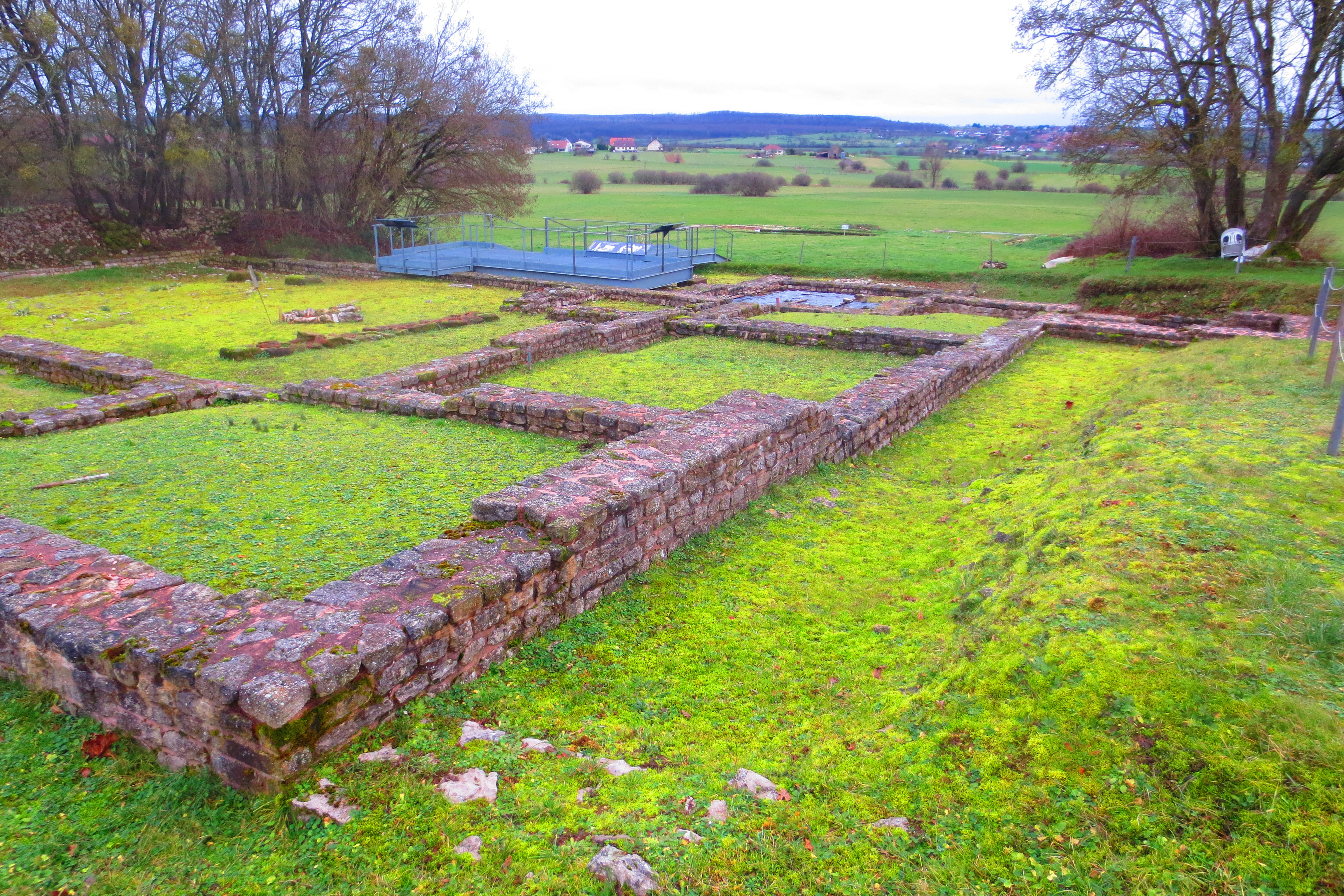

- Le site archéologique de la Villa gallo-romaine du Gurtelbach au nord[68],[69].

Jardin expérimental gallo-romain du Gurtelbach.
- Musée archéologique[71],[72] :

Le centre d'interprétation du patrimoine archéologique de Dehlingen,,.
- Monument aux morts[76] : Conflits commémorés : Guerres 1914-1918 - 1939-1945 - AFN-Algérie (1954-1962).
- Mairie, école[77].

### Héraldique
| Blason de Dehlingen | Blason  | D'argent à la fasce bretessée et contre-bretessée de gueules. |
| Blason de Dehlingen | Détails |                                                               |